# Jan Lukáš (sochař)
Jan Lukáš (* 5. srpna 1944 Praha) je český akademický sochař, šperkař a medailér.

## Život
Narodil se archiváři JUDr. Václavu Lukášovi (1912 – 2009) a Ivaně Lukášové (1919 – 1994), dceři projektanta vodních staveb a profesora České vysoké školy technické v Brně Františka Jandy (1878 – 1938).
Jan Lukáš je spoluzakladatelem Vyšší odborné uměleckoprůmyslové školy v Jablonci nad Nisou, kde také učil.

## Tvorba
Mimo vlastní uměleckou tvorbu navrhuje Jan Lukáš také medaile pro Českou mincovnu a. s.. Medailérství se věnuje již od studia na vysoké škole a nejraději zpracovává historickou tematiku, oblíbené jsou zejména návrhy pamětních medailí s portréty českých panovníků. Na jeho práci můžete narazit v muzeu v Londýně, ve Wroclavi nebo v Národním muzeu.